# Paul Révoil
Pour les articles homonymes, voir Révoil.
Paul Révoil, né à Nîmes (Gard) le 23 mai 1856 et mort à Mouriès (Bouches-du-Rhône) le 23 avril 1914, est un diplomate et un administrateur français, ancien ministre plénipotentiaire à Tanger.

## Biographie
Amédée Marie Joseph Paul Révoil naît le 23 mai 1856 à Nîmes. Il est le fils de l'architecte Henri Révoil et de son épouse, Louise Henriette Anaïs Baragnon.
Paul Révoil fait ses études au lycée Thiers de Marseille. Devenu avocat auprès de la Cour d'appel de Paris, il est l'un des douze secrétaires élus lors de la Conférence des avocats du barreau de Paris en 1880.
Entré dans la diplomatie en 1893, il est gouverneur général d'Algérie du 18 juin 1901 au 11 avril 1903. Il joue un grand rôle lors de la conférence d'Algésiras en 1906. Il est aussi ambassadeur à Berne en 1906, puis à Madrid de 1907 à 1909. Alors qu'il était en dernier lieu directeur général de la Banque ottomane, il meurt à près de 58 ans en 1914,.

## Distinctions
- Grand officier de la Légion d'honneur (24 juillet 1912)[6]
- Officier d'académie

## Écrits
- Journal tenu pendant la conférence d'Algésiras : 12 janvier - 9 avril 1906, Imprimerie nationale, Paris, 1939, 120 p.